# Christlieb Julius Braniß
Christlieb Julius Braniß (* 18. September 1792 in Breslau; † 2. Juni 1873) war ein deutscher Philosoph und Rektor der Universität Breslau.

## Leben und Philosophie
Braniß studierte in seiner Heimatstadt Breslau und in Berlin Philologie und Philosophie. Im Jahr 1825 habilitierte er sich in Breslau und wurde dort 1826 außerordentlicher und schließlich 1833 ordentlicher Professor der Philosophie. Von 1854 bis 1855 sowie von 1860 bis 1861 war Braniß Rektor der Schlesischen Friedrich-Wilhelms-Universität Breslau. Der Philosoph Paul Yorck von Wartenburg besuchte Vorlesungen von Braniß und verkehrte häufig bei ihm. Dessen Vater Ludwig Yorck war ein enger Freund und Gesprächspartner von Braniß. Dieser widmete ihm seine 1842 erstmals erschienene Geschichte der Philosophie seit Kant. Das auf mehrere Bände hin angelegte Werk kam nicht über die einleitend behandelte Geschichte der antiken griechischen Philosophie hinaus.
Braniß war in seiner Philosophie beeinflusst durch Henrich Steffens, Friedrich Schleiermacher und Georg Wilhelm Friedrich Hegel. Zudem orientierte er sich stark an Ideen Friedrich Wilhelm Joseph Schellings. Auf diesen Einflüssen aufbauend entwickelte er ein eigenes System, das als „speculativ-mystische[r] Evolutionismus“ beschrieben werden kann. Braniß unterscheidet zwischen einer metaphysischen Philosophie, die rein gedanklich das Wesen der Welt beschreibt, und Realphilosophie, die ihren Ausgangspunkt von der tatsächlich gegebenen Welt nimmt und dort das Sein der Idee aufzeigen will. Erstere sieht dabei die Welt als Manifestation Gottes an, in der sich durch das Auftreten der mit Vernunft begabten Subjekte der Weltzweck als Sittlichkeit vollendet. Letztere sieht die Welt als noch in der Entwicklung begriffen und postuliert die noch notwendige Realisierung der Idee in dieser.

## Schriften (Auswahl)
- Die Logik in ihrem Verhältniß zur Philosophie geschichtlich betrachtet, Berlin 1823.
- Ueber Schleiermacher’s Glaubenslehre, Berlin 1824.
- Grundriß der Logik, Breslau 1829.
- System der Metaphysik, Breslau 1834.
- Geschichte der Philosophie seit Kant, Band I, Breslau 1842.
- Ueber die Würde der Philosophie und ihr Recht im Leben der Zeit, Berlin 1854.
- Die wissenschaftlichen Aufgaben der Gegenwart als leitende Idee im akademischen Studium, Breslau 1858.
- „Ueber atomistische und dynamische Naturauffassung“, in: Abhandlungen der historisch-philosophischen Gesellschaft zu Breslau, Band I, Breslau 1858, S. 303 ff.